# 東フランク王国

東フランク王国
Francia orientalis

東フランク王国（ラテン語: Francia orientalis）は9-10世紀に渡って西ヨーロッパに存在した王国である。現在のドイツの原型にあたる。
西ヨーロッパは9世紀初頭にローマ教皇から皇帝の地位を授けられたフランク王カール大帝によって統一されていた。しかし大帝の死後早くから内部紛争により国家分裂の危機が生じていた。840年に第2代皇帝ルートヴィヒ1世が崩御すると翌年にフォントノワの戦いが勃発。843年のヴェルダン条約によって帝国は正式に三分割された。その東部分がルートヴィヒ1世の三男であるルートヴィヒ2世の統治領域となった東フランク王国である。
ルートヴィヒ2世は父帝に反抗的だったため、東フランク王国は帝国の権威を引き継ぐことができず、帝国として正統だったのは中フランク王国である。しかし中フランク王国はまもなく北イタリアのみを統治するイタリア王国へと縮小した。西フランク王国もまた内憂外患で政情が安定しなかった。そのような状況で東フランク王国は着々と力を蓄えて西ヨーロッパの中心となっていった。9世紀末には神聖ローマ帝国の盟主としてふるまい、10世紀中ごろにはオットー1世の皇帝即位とイタリア併合によって神聖ローマ帝国そのものとなった。その後約200年は西欧最強だったが、やがて衰えてイタリアを失い現在のドイツとなった。
カール大帝の直系であるカロリング朝の統治は911年までだった。神聖ローマ帝国の理念は女系のザクセン朝、ザーリアー朝、ホーエンシュタウフェン朝に引き継がれていった。
帝国はごく一時期を除いて西フランク王国を併合できず、西欧がゲルマン系のドイツとラテン系のフランスに分かれる原因となった。

## 歴史

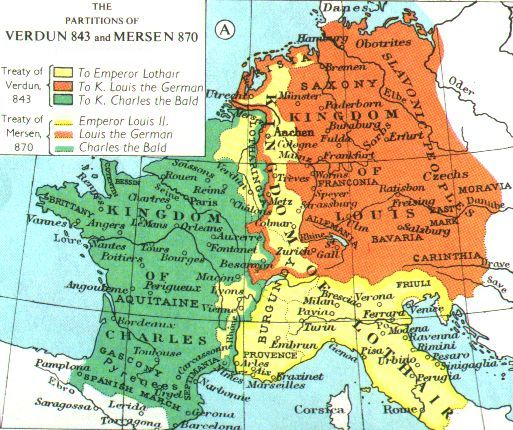
ヴェルダン条約およびメルセン条約によるフランク王国の分割。橙色の部分が東フランク王国。

### ルートヴィヒ2世（ドイツ人王）
カール大帝の子である第二代神聖ローマ皇帝・ルートヴィヒ1世が840年6月20日に死ぬと、三人の息子が領土を巡って争った。843年8月にヴェルダン条約が結ばれ、敬虔帝の息子の一人ルートヴィヒ2世がフランク王国東部を継承して東フランク王国が成立した。国土の分割は大まかにマース川、スヘルデ川、ソーヌ川、ローヌ川に沿って行われた。長兄ロタール1世は第三代ローマ皇帝の称号とイタリアを含む中部フランクを、四男のシャルル2世（カール2世）禿頭王は西フランクを、そして三男のルートヴィヒ2世ドイツ人王は東部のおおよそドイツ語圏にあたるフランケン（アウストラシア）、ザクセン、アレマニア（シュバーベン）、バイエルン、ケルンテン、テューリンゲンといった地域を手に入れた（次男のピピンは840年以前に死去）。東フランクの年代記Annales Fuldensesによるとフランク王国は「3つに分けられ」ルートヴィヒは「東部を受け取った」とある。西フランクの年代記Annales Bertinianiがルートヴィヒ領の範囲について述べるところでは「分割の割当においてルートヴィヒはライン川より東側の全域を手に入れ、ライン西岸でもシュパイヤー、ヴォルムス、マインツといった都市とその近郊を手に入れた」とある。
中部フランクの皇帝領と西フランク王国は伝統的なフランク王国中心部を含んでいたが、東フランク王国の大半は8世紀になってフランク王国に併合された地域であった。古来よりのフランク王国に由来するのは中央部のフランケンのみであり、それもアウストラシアと呼ばれたフランク族領東部のさらに東半分に過ぎない。その他の大部分はザクセン、アレマニア、バイエルン、テューリンゲン、フリーゼンといった部族領やデーン人、スラブ人に対する北部、東部の辺境伯領から成り立っていた。年代記Regino of Prumによるとゲルマン系、スラブ系の言葉を話す東フランクの「異民族」たちは「血筋、習慣、言語、法によって区別」できると記している。
第三代神聖ローマ皇帝ロタール1世の死後、その領土は三人の息子によってさらに分割された。ロタール1世の次男ロタール2世は東西フランク間に挟まっていた地域を継承してロタリンギア王国を建国したが、嫡子を残さず死去した。そこで東西フランク間でロタリンギアを分割して国境を定めるメルセン条約が結ばれた。東フランクはメッツやアーヘンを含むロタリンギア東部を獲得した。ロタール1世の長男であるイタリアの第四代神聖ローマ皇帝ロドヴィコ2世はこの分割に抵抗するだけの実力を持たなかった。ロタリンギアは現在のオランダ、ベルギー、ルクセンブルク、フランスのロレーヌ地方、スイス西部にあたり第二次世界大戦に至るまでフランス・ドイツ間の戦争の舞台となった。

### カール3世（肥満王）
ルートヴィヒ2世が876年に死ぬと、三人の息子が東フランク王国を分割相続した。長男のカールマンがバイエルン、次男のルートヴィヒ3世がザクセン、三男のカール3世がアレマニアを継承した。
バイエルン王カールマンは第四代神聖ローマ皇帝ロドヴィコ2世から後継者に指名されていた。しかし875年にロドヴィコ2世が死去した際、実際にイタリアを奪取して教皇ヨハネス8世の指名で第五代神聖ローマ皇帝となったのは叔父の西フランク王シャルル2世であった（神聖ローマ皇帝としてカール2世）。翌年にルートヴィヒ2世が死ぬと皇帝は帝国の統一をもくろみアーヘンを急襲、ケルンを拠点にルートヴィヒ3世の領地へと兵を進めた。東フランクの三兄弟は連合軍を組織して10月8日にアンデルナハの戦いで皇帝軍を破った。877年に皇帝が死去すると、カールマンはイタリアを奪還した。しかし879年に病を得たカールマンは嫡子を得ないまま皇帝になることなく880年に死去した。バイエルンはザクセン王ルートヴィヒ3世が、イタリアはアレマニア王カール3世が継承した。
ザクセン王ルートヴィヒ3世は879年に西フランクで起きた継承争いに介入し、リブモント条約により西フランク王国からロタリンギア西部を獲得した。これによってルートヴィヒ3世はロタール2世以来のロタリンギア王になった。その後、兄のカールマンからバイエルンを相続したことでアレマニアを除く東フランクの王となった。しかし882年に兄と同じく嫡子無きまま死去して弟のカール3世が遺領を継ぐことで東フランクは統一された。
アレマニア王カール3世は880年に兄のカールマンからイタリアを相続し、881年には第六代神聖ローマ皇帝として戴冠した。882年には兄ルートヴィヒ3世の死により東フランク王国を統一、884年には西フランク王を兼ねて「フランク王国」を再統一した。全フランクは相続によって一時的に統一されたが肥満王には才覚も意欲もなかった。887年にモラヴィア公スヴァトプルク1世やノルマン人の侵入への弱腰な対応がもとで貴族らの反乱を招き、翌年肥満王は廃位された。その後再び東フランク王国、西フランク王国、イタリア王国は独自の王を頂くことになり、以後帝国の統一は永遠に失われることになった。

### アルヌルフ
東フランクではカールマンの庶子であるケルンテンのアルヌルフが王に選出された。アルヌルフは肥満王とは対照的に交渉を行わずひたすら闘い続けた戦士であり、積極的な対外遠征を行った。まず王位を巡って混乱が続く西フランク王国へと介入して自らの宗主権を認めさせ、ロタリンギアを手に入れて庶長子のツヴェンティボルトをその王とした。ロタリンギア南端に成立していたブルグント王国はロタリンギア統一を試みたがよせつけなかった。さらにアルヌルフは肥満王の養子ルイ3世がプロヴァンス王に即位するための支援もした。891年9月のルーヴァンの戦いではノルマン人を撃退した。治世を通して大モラヴィア王国とも戦い続け、ボヘミアを割譲させた。894年には教皇の要請でイタリアにも侵攻して神聖ローマ皇帝グイード・ランベルトの親子を破りイタリア王に戴冠した。896年にはグイード亡き後の神聖ローマ皇帝としても戴冠した。しかし同年にアルヌルフは病気となり、対立皇帝ランベルトへの攻撃は中止された。
イタリアは失われ皇帝ランベルトは復権。東からはモラヴィアとマジャール人が継続的に襲撃を続け、ロタリンギアでも内乱が起きていた。しかし病床のアルヌルフは対処できなかった。898年にランベルトが病死したことでアルヌルフは単独の皇帝となったがもはや意味はなかった。アルヌルフは899年に死去して、嫡子のルートヴィヒ4世が継いで、先年に逝去した異母兄のツヴェンティボルトの王位も継いで兼務したが、彼は幼少のために摂政団が組織された。マジャール人の攻撃は激しさを増すばかりで摂政二名が戦死し、現在のスイス地域にまで侵入を許して西フランクの援軍によりやっと追い返せるという事態にまでなった。911年、ルートヴィヒ4世の死により東フランク王国におけるカロリング朝は断絶した。カロリング朝末期には王権の弱体化が進み、ルートヴィヒ4世の死と前後してフランケン、ザクセン、バイエルン、シュヴァーベン、ロタリンギアでは在地貴族から各部族の首長である公が選ばれた。これはカール大帝時代に廃止されたのが復活したものであり、しかもかつてのように王が任命する官職ではなく世襲的地方統治者であった。

### コンラート1世（若王）
フランケン、ザクセン、バイエルン、シュヴァーベンの貴族は自らを統治する王を西フランクに残っていたカロリング朝から選ぶことはせず、自分たちの中から新しい国王を選出した。こうして選ばれたコンラート1世はフランク人を代表するフランケン公であったが、公たちの一人に過ぎないということでもあり、王国に権威を確立するのは困難であった。ロートリンゲンはコンラートを認めず、西フランク王シャルル3世を自らの国王に選んでいた。ザクセン公ハインリヒ1世はコンラート1世に対して915年まで反乱を起こした。バイエルン公アルヌルフもまた反乱を起こし、鎮圧に向かったコンラート1世はその命を失うことになった。負傷して死の床にあったコンラート1世はザクセン公ハインリヒ1世が国王として最もふさわしいと見なして後継者に指名し918年に死去した。

### ハインリヒ1世（捕鳥王）
ハインリヒ1世はフリッツラーの会合においてまずザクセン人とフランク人からのみ王として選出された。王権はフランク人からザクセン人に移ったが、そもそもザクセン人とはカール大帝の征服事業における最大の難敵でもあり、この時点で東フランク王国は「フランク王国」ではなくなったとも言える。ハインリヒ1世は他の公を服属させる必要があったが、あくまで公たちの代表だという立場を崩さないことで支持を確立し、公たちを一つにまとめあげる国家組織を作り上げた。王国の分割相続の慣例を否定し、ロートリンゲンを奪還し、マジャール人に対する防衛戦にも成功した。西フランクで起きたような王権の崩壊を防いだハインリヒ1世は、より強固な王権を息子オットー1世に残して936年6月に死去した。オットー1世は962年にローマで皇帝として戴冠され、神聖ローマ帝国の時代が始まった。ただしこの時点ではまだ単に「帝国」と呼ばれており、神聖ローマ帝国という国号になるのはさらに約300年先のことである。

## 国号
東フランクという語は本来フランケン地方を指し、東フランク人とはライン川以東に住むフランク族を指すものである。より広い意味で「東王国」を指す場合にはルートヴィヒ2世ドイツ人王が新たに立てた王国、すなわち当記事の王国を指す。「東フランク」という言葉はフランク王国中心部の東半分であるアウストラシアと同一視されるものでもあるが、ルートヴィヒ2世が得たのはアウストラシアのさらに東半分に過ぎない。にもかかわらずルートヴィヒ2世が自らの王国に「東フランク」と名付けたことはアウストラシア西部であるロタリンギアを奪取する野心を現すものともとれる。実際にルートヴィヒ2世はロタリンギアの東半分をメルセン条約で手に入れ、子のルートヴィヒ3世はリブモント条約で西半分も手に入れた。全アウストラシアが確保されると「東フランク」という国号の価値は下がった。ルートヴィヒ2世の孫であるアルヌルフは一時的にではあるが西フランクに対する宗主権を獲得し、自国を「フランク王国」と呼んだ。ザクセン人であるハインリヒ1世が王になると王権がフランク族の手を離れたため、この国は単に「王国」と呼ばれるようになり、その王も単に「王」とのみ呼ばるようになった。962年にオットー1世がローマ皇帝になると東フランク王国は神聖ローマ帝国の一部となるが、この時点では「王国」と「帝国」との関係は不明瞭であった。
ただし必要に応じて「東フランク」の国号が再び使われることもあった。例えば921年における西フランクとのボン条約でハインリヒ1世は自らを「東フランク国王」と称している。「王国」はやがて11世紀以降の叙任権闘争の中で「Regnum Teutonicorum」（ドイツ王国）と呼ばれるようになり、神聖ローマ帝国を構成する三王国（ドイツ、イタリア、ブルグント）の1つとして位置づけられることとなる。12世紀には「東フランク王国」の国号は完全に過去のものとなっており、年代記においても「東フランク王国は今、regnum Teutonicorum（ドイツ王国）と呼ばれている」と書かれている。

## 国王の権威
カロリング帝国のレガリア（王権の象徴となる物品）はルートヴィヒ1世の死に際して皇帝ロタール1世とシャルル2世禿頭王が分け合った。ルートヴィヒ2世は父に対して反乱を起こしていたため、戴冠用宝玉や典礼書といったカロリング王権に結びついたものは何も受け取れなかった。そのため、東フランク王権の象徴や儀式は一から作られた。888年6月にアルヌルフはマインツで教会会議を招集した。東フランクの三大司教、すなわちケルン大司教ヴィリヴェルト、マインツ大司教リウトベルト、トリーア大司教ラトボドが出席し、さらに西フランク王国からランス大司教フルクとルーアン大司教ジャン1世がボーヴェとノワイヨンの司教を連れて参加していた。この会議の目的は西フランクの戴冠式で行われている聖成と塗油の儀式を東フランクにも導入することであり、キリスト教的思想に明るくない東フランクには西フランク大司教たちの助言が必要だった。これは東西フランク王国を再び一つにまとめる第一歩として位置づけられていた。895年にもトレーブールで会議が開かれ、司祭はアルヌルフが人ではなく神によって王に選ばれていることを宣言し、アルヌルフは教会とその特権をあらゆる外敵から守ることを誓った。
こうして作られた東フランクにおける国王権威に対する概念は西フランクと比べてより厳粛なものとなった。900年前後に国王戴冠式のためのordoと呼ばれる典礼書が成立し、これは民間の観衆のために書かれたものであった。王冠を授ける司教はまず新国王に問いかけ、教会と民衆を守る意思を確認した。司教は続けて観衆に振り向き、新国王に服従してその法に従う意思があるかを尋ねた。観衆は「応！　応！」と叫び、この行為は後に国王の正当性を示す「承認」の儀礼として定着した。アルヌルフが899年に死去すると末子のルートヴィヒ4世が戴冠した。このとき塗油は行われず、幼少の王はマインツ大司教の保護下に置かれた。ルートヴィヒ4世の戴冠式は詳細な記録が残るものとしてはドイツ初のものである。ルートヴィヒ4世が911年に早世すると、フランケン公コンラートが11月10日に新国王として選ばれ国王として塗油を受けた。ハインリヒ1世は戴冠の塗油を拒否したが、オットー1世以降は塗油の儀式を行っている。

## 歴代国王
- カロリング朝

1. ルートヴィヒ2世（843年 - 876年）

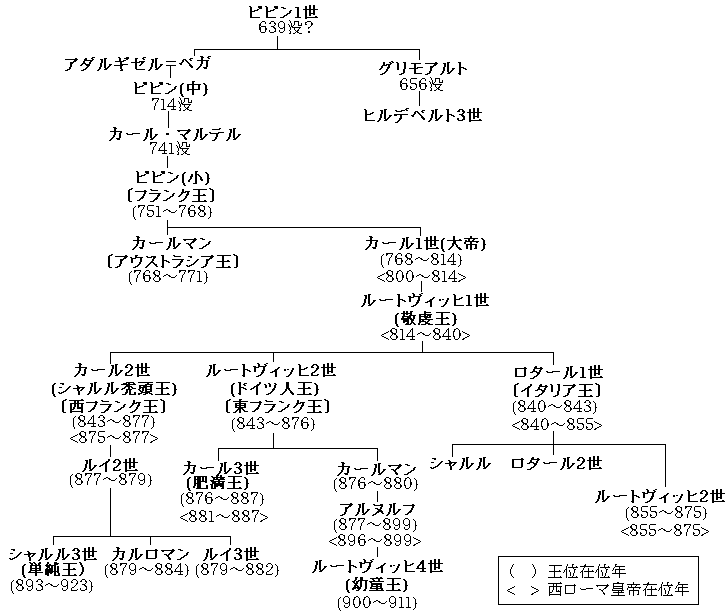
カロリング朝系図

2. カールマン（876年 - 880年） バイエルン王
3. ルートヴィヒ3世（876年 - 882年） ザクセン王
4. カール3世（876年 - 887年） アレマニア王　神聖ローマ皇帝
5. アルヌルフ（887年 - 899年）ケルンテン公
6. ルートヴィヒ4世（899年 - 911年）

- コンラディン朝（フランケン朝）

1. コンラート1世（911年 - 918年）

- リウドルフィング朝（ザクセン朝）

1. ハインリヒ1世（919年 - 936年）
2. オットー1世（936年 - 973年）※962年以降は神聖ローマ皇帝を併任。